# Trigonurus crotchii
Trigonurus crotchii är en skalbaggsart som beskrevs av Leconte 1874. Trigonurus crotchii ingår i släktet Trigonurus och familjen kortvingar. Inga underarter finns listade i Catalogue of Life.